# Марчиняго
Марчиня̀го (на италиански: Marcignago, на местен диалект: Marsgnà, Марсня) е село и община в Северна Италия, провинция Павия, регион Ломбардия. Разположено е на 93 m надморска височина. Населението на общината е 2488 души (към 2010 г.).